# Einer Rubio

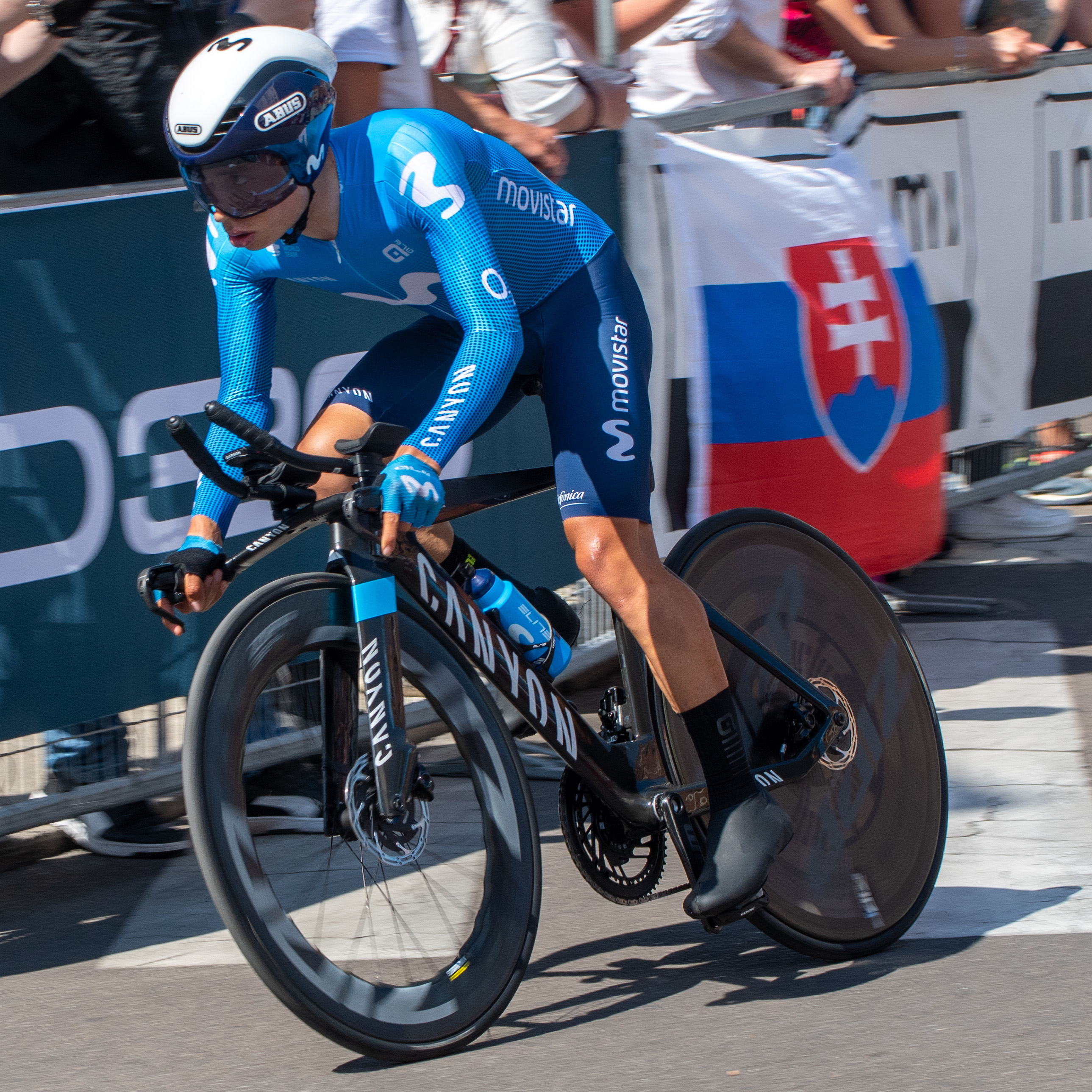
Einer Rubio (2021)

Einer Augusto Rubio Reyes (* 22. Februar 1998 in Chíquiza) ist ein kolumbianischer Radrennfahrer.

## Sportlicher Werdegang
Nach dem Wechsel in die U23 ging Rubio nach Europa und fuhr zunächst für den italienischen Verein Vejus - TMF sowie für die kolumbianische U23-Nationalmannschaft. In der Saison 2018 erzielte er mit einem Etappengewinn beim Giro della Regione Friuli Venezia Giulia und den Sieg beim Gran Premio Capodarco seine ersten Erfolge. Beim U23-Etappenrennen Giro Ciclistico d’Italia konnte er 2018 und 2019 er je eine Etappe für sich entscheiden, 2019 wurde er darüber hinaus Gesamtzweiter und gewann die Bergwertung.
Zur Saison 2020 wurde Rubio Mitglied im UCI WorldTeam Movistar. Bereits in seiner ersten Saison bei Movistar nahm er mit dem Giro d’Italia 2020 an der ersten Grand Tour teil, die als 59. der Gesamtwertung beendete. Der erste zählbare Erfolg für sein Team war der Gewinn der Bergwertung der Burgos-Rundfahrt 2021. An seinem 25. Geburtstag entschied er als Solist die dritte Etappe der UAE Tour 2023 für sich und erzielte damit seinen ersten Sieg in der UCI WorldTour. Im Sprint einer Dreiergruppe gewann er beim Giro d’Italia 2023 die Bergankunft der 13. Etappe in Crans-Montana.
Im Jahr 2024 ging Einer Rubio erneut beim Giro d’Italia an den Start und belegte als Kapitän seiner Mannschaft den siebten Rang in der Gesamtwertung. Im Jahr darauf beendete er die Italien-Rundfahrt auf dem achten Gesamtrang.

## Erfolge
2018
- eine Etappe und Bergwertung Giro della Regione Friuli Venezia Giulia
- eine Etappe Giro Ciclistico d’Italia
- Gran Premio Capodarco

2019
- eine Etappe und Bergwertung Giro Ciclistico d’Italia

2021
- Bergwertung Burgos-Rundfahrt

2023
- eine Etappe UAE Tour
- eine Etappe Giro d’Italia

## Grand-Tour-Platzierungen
| Grand Tour            | 2020 | 2021 | 2022 | 2023 | 2024 | 2025 |
| --------------------- | ---- | ---- | ---- | ---- | ---- | ---- |
| Giro d’ItaliaGiro     | 58   | 39   | –    | 11   | 7    | 8    |
| Tour de FranceTour    | –    | –    | –    | –    | –    | 31   |
| Vuelta a EspañaVuelta | –    | –    | –    | 16   | 27   |      |